# 蒙科韦尔
蒙科韦尔（法語：Mont-Cauvaire，法語發音：[mɔ̃ kovɛʁ]）是法国滨海塞纳省的一个市镇，属于鲁昂区。

## 地理
蒙科韦尔（49°34'15"N, 1°6'34"E）面积9.02 平方千米，位于法国诺曼底大区滨海塞纳省，该省份为法国北部沿海省份，其西部及北部濒大西洋英吉利海峡，东起顺时针与索姆省、瓦兹省、厄尔省和卡爾瓦多斯省接壤。
与蒙科韦尔接壤的市镇（或旧市镇、城区）包括：昂索姆维尔、欧蒂约-拉蒂耶维尔、克莱尔、方丹堡、蒙维尔。

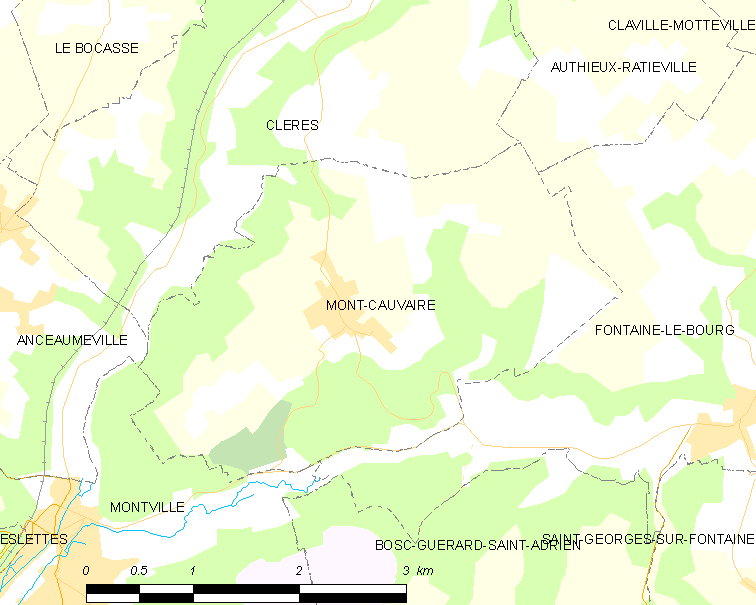
蒙科韦尔的OSM定位图

蒙科韦尔的时区为UTC+01:00、UTC+02:00（夏令时）。

## 行政
蒙科韦尔的邮政编码为76690，INSEE市镇编码为76443。

## 政治
蒙科韦尔所属的省级选区为布瓦纪尧姆县。

## 人口

1962-2008年间蒙科韦尔人口变化图示

蒙科韦尔于2022年1月1日时的人口数量为883人。